# Milan Matulović

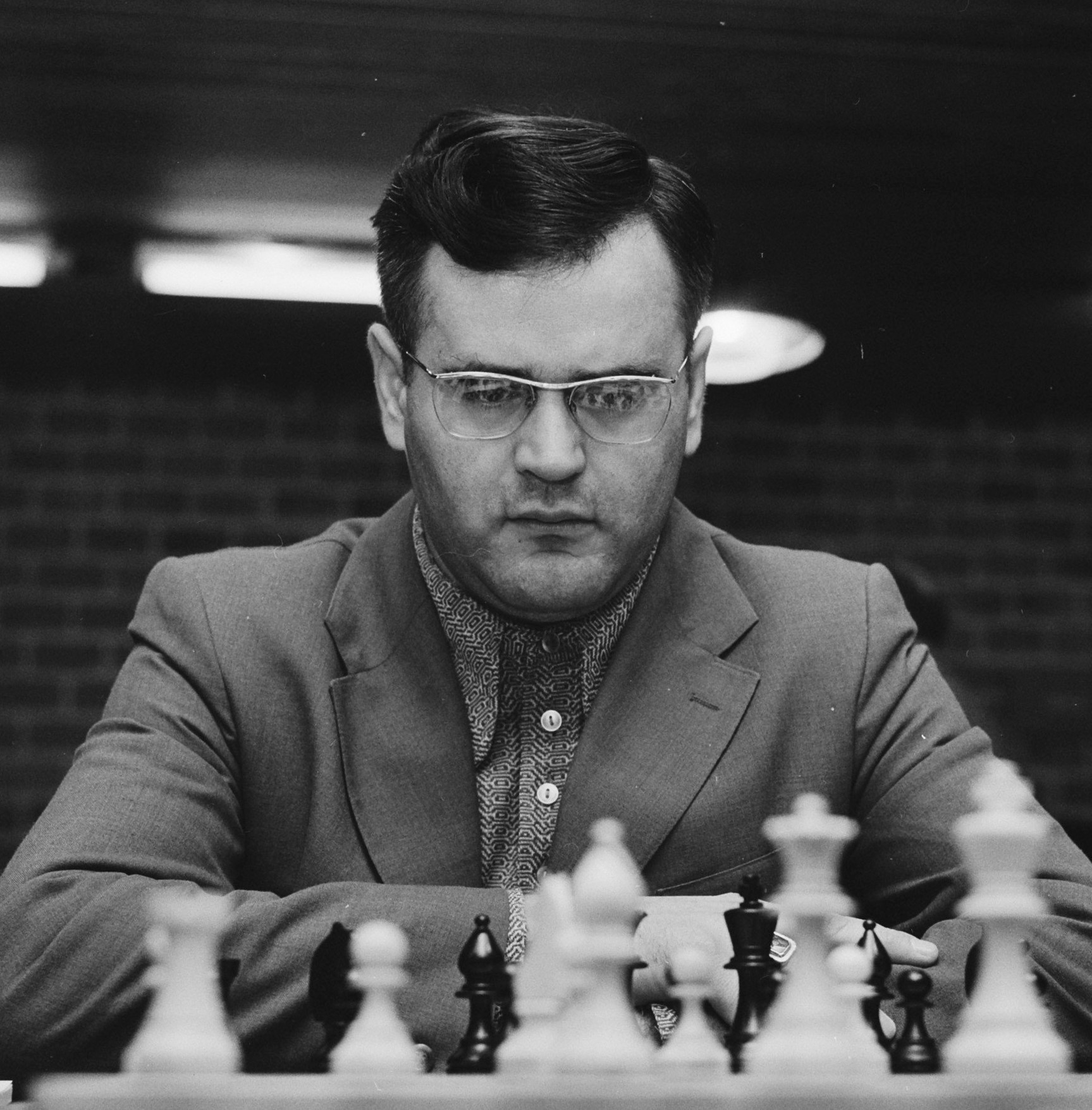
Retrato de Milan Matulović (1974)

Milan Matulović (Belgrado, 10 de junho de 1935 — 9 de outubro de 2013) foi um jogador de xadrez da antiga Iugoslávia, com diversas participações nas Olimpíada de xadrez.
Matulović participou das edições de 1964, 1966, 1968, 1970 e 1972. Em 1964, conquistou a medalha de ouro individual e prata por equipes no segundo tabuleiro reserva, em 1952 a prata individual, 1968 a prata por equipes, 1970 a prata individual e bronze por equipes e em 1972 o bronze por equipes.